# 赵德林 (北宋)
赵德林（?—?），中国宋朝开国皇帝宋太祖赵匡胤的三子，母亲贺夫人。根据史书记载，赵德林早亡，他的名字都是宋徽宗追赐的，可以断定他是很小的时候就夭折了。宋徽宗追赐太祖三子的名字为赵德林，追封赵德林为舒王。

## 兄弟
- 大哥 滕王赵德秀
- 二哥 燕王赵德昭
- 四弟 秦王趙德芳